# حسین منذر
حسین منذر (عربی: حسين علي منذر؛ زادهٔ ۲۰ مارس ۱۹۹۷) بازیکن فوتبال اهل لبنان است.
از باشگاه‌هایی که در آن بازی کرده‌است می‌توان به اشاره کرد.
وی همچنین در تیم‌های ملی فوتبال زیر ۲۳ سال لبنان و لبنان بازی کرده‌است.